# Grupa Wyszehradzka

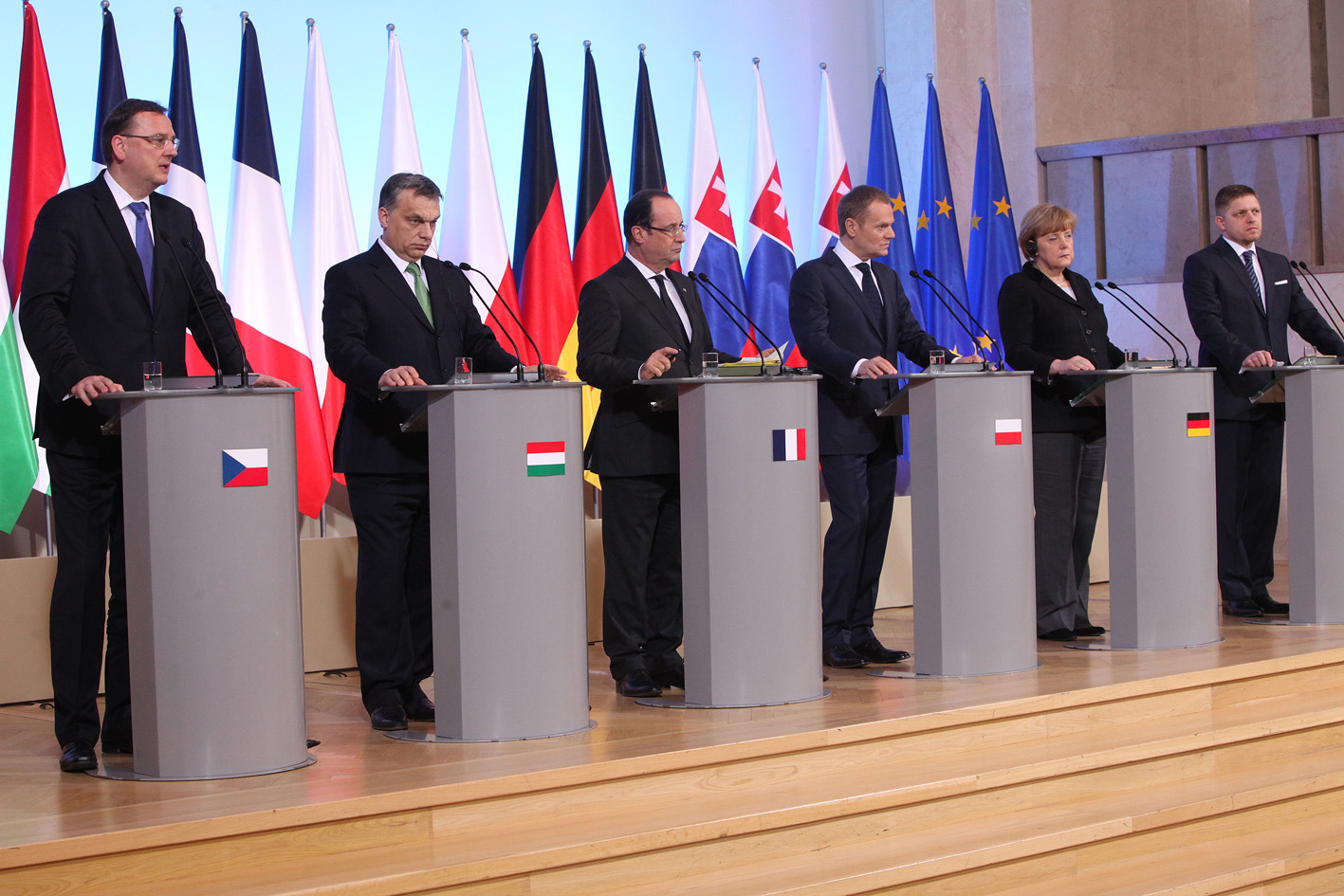
Spotkanie przywódców państw Grupy Wyszehradzkiej i Trójkąta Weimarskiego w Warszawie, 2013

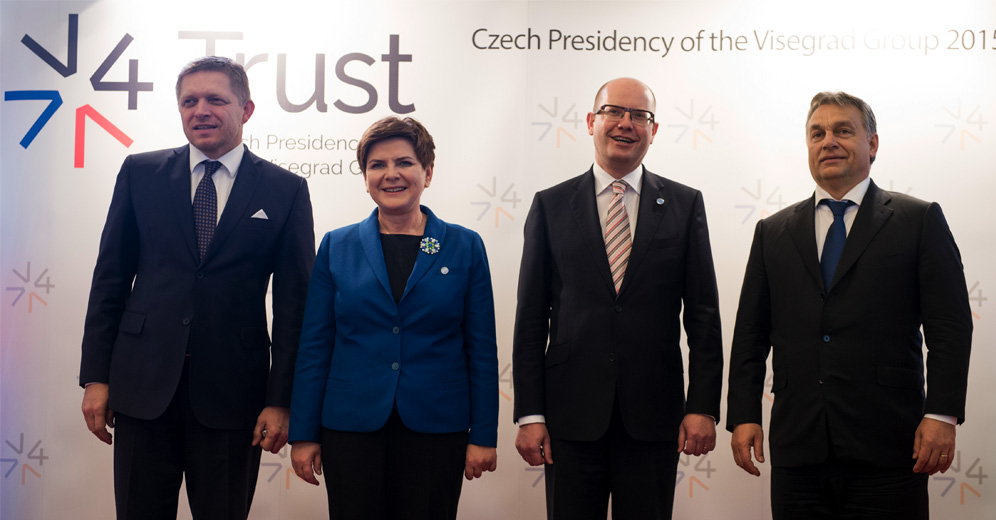
Spotkanie premierów Grupy Wyszehradzkiej, Praga 2015 (od lewej: Robert Fico, Beata Szydło, Bohuslav Sobotka, Viktor Orban)

Grupa Wyszehradzka (V4) – zrzeszenie czterech państw Europy Środkowej – Polski, Czech, Słowacji i Węgier, którego celem jest pogłębianie współpracy między tymi krajami, w początkowej fazie w szczególności w kwestiach przystąpienia do struktur Unii Europejskiej i NATO. Powołane w 1991 przez trzy państwa (Polskę, Węgry i Czechosłowację) tworzące tzw. Trójkąt Wyszehradzki. W późniejszym czasie, wskutek rozpadu Czechosłowacji (1 stycznia 1993), członkami grupy stały się Czechy i Słowacja. Jedyną instytucją grupy jest Międzynarodowy Fundusz Wyszehradzki (International Visegrad Fund). Od 2016 roku w dniu 15 lutego obchodzony jest Międzynarodowy Dzień Wyszehradzki.

## Historia
Termin powstał po spotkaniu 15 lutego 1991 prezydentów Polski (Lech Wałęsa) i Czechosłowacji (Václav Havel) oraz premiera Węgier (József Antall) na zamku w węgierskim mieście Wyszehrad. Spotkanie to zostało zaplanowane specjalnie właśnie w tym gronie, gdyż państwa te miały nie tylko zbieżne główne cele ich polityki zagranicznej, ale także podobne możliwości jej realizacji, czym różniły się od pozostałych państw byłego bloku komunistycznego, których wewnętrzne przemiany były z reguły znacznie mniej zaawansowane, a droga do struktur europejskich i północnoatlantyckich znacznie dłuższa, lub też, jak miało to miejsce w przypadku Słowenii, droga ta była znacznie krótsza.
Miejsce spotkania nawiązywało do spotkań królów Polski, Czech i Węgier w Wyszehradzie w 1335 i 1338.
Na spotkaniu ustalono zasady przyszłej współpracy pomiędzy tymi państwami, a w szczególności ustalono, że będą wzajemnie konsultować i koordynować swoje działania, oraz że na arenie międzynarodowej będą wzajemnie wspierać swoje dążenia. Głównymi założeniami była wspólna integracja z Europą i strefą atlantycką, aby nie generować nowych podziałów po upadku bloku wschodniego. Z tego wynikała część deklarowanych na spotkaniu założeń np. poszanowanie praw człowieka, budowanie demokracji parlamentarnej, niwelowanie gospodarczych i administracyjnych pozostałości po poprzednim ustroju.
Drugie spotkanie Grupy Wyszehradzkiej odbyło się 6 października 1991 w Krakowie. Na przebieg i deklaracje wpłynął upadek Związku Radzieckiego i konflikt jugosłowiański. Opierano się wtedy głównie na zapewnianiu bezpieczeństwa państwom Grupy, ponieważ po rozwiązaniu Układu Warszawskiego nie były one członkami żadnego sojuszu militarnego.
Kolejne ważne spotkanie odbyło się w Pradze 6 maja 1992. Oprócz prezydentów państw pojawili się na nim przedstawiciele Komisji Europejskiej i trzech kolejnych prezydencji Europejskiej Wspólnoty Gospodarczej. Po nim wiele spotkań odkładano m.in. z powodu „aksamitnego rozwodu” Czechosłowacji. Dodatkowo po 1993 zarówno Czechy i Słowacja sprzeciwiały się współpracy w ramach Grupy Wyszehradzkiej. Kolejne spotkanie odbyło się dopiero 15 maja 1999 w Bratysławie, po wyborach na Węgrzech, Słowacji i w Czechach. Na tym spotkaniu odbyła się symboliczna reaktywacja Grupy Wyszehradzkiej. Ustalono wtedy mechanizm przyszłych spotkań premierów, a mianowicie, że mają się one odbywać 2 razy do roku. Rok później powołano Międzynarodowy Fundusz Wyszehradzki z siedzibą w Bratysławie.
Od tego czasu, w ramach grupy wyszehradzkiej znacznie zwiększyła się liczba spotkań polityków z najwyższych szczebli władzy tych państw, a omawiano na nich nie tylko wspólną politykę zagraniczną na zewnątrz, ale także wzajemne relacje pomiędzy tymi państwami, gdyż reprezentowały one bardzo zbliżony poziom rozwoju społeczno-gospodarczego.
W 1992 w ramach grupy zostało zawarte Środkowoeuropejskie Porozumienie o Wolnym Handlu (CEFTA), pomiędzy Polską a Czechami, Słowacją i Węgrami.
Współpraca w ramach Grupy, a szczególnie regionalna integracja, cierpiała na skutek odmiennych priorytetów poszczególnych państw, dążących przede wszystkim do integracji z Unią (szczególnie wyrazistych w przypadku Czech), i dopiero spowolnienie europejskich procesów integracyjnych wymusiło utworzenie porozumienia CEFTA, które przyniosło namacalne efekty gospodarcze.
W 2023 roku ówczesny prezydent Czech Milosz Zeman przekazał, że optował za rozszerzeniem Grupy Wyszehradzkiej o Słowenię, co spotkało się z dezaprobatą Węgier i spowodowało zawieszenie prac w tym zakresie..
Po 2022 roku nastąpiło rozluźnienie współpracy wyszehradzkiej (czego wyrazem stała się m.in. mniejsza częstotliwość spotkań polityków) na tle różnic stanowisk dotyczących polityki wobec Rosji.

## Charakterystyka państw
|          | Państwo  | Stolica    | Powierzchnia (km²) | Ludność    | PKB per capita (USD) (2025) | PKB w mld (USD) (2016) | Głowa państwa    | Od              | Szef rządu   | Od                   |
| -------- | -------- | ---------- | ------------------ | ---------- | --------------------------- | ---------------------- | ---------------- | --------------- | ------------ | -------------------- |
| Czechy   | Czechy   | Praga      | 78 866             | 10 538 275 | 31 540                      | 350,8                  | Petr Pavel       | 9 marca 2023    | Petr Fiala   | 17 grudnia 2021      |
| Polska   | Polska   | Warszawa   | 311 888            | 38 483 957 | 26 810                      | 1052,2                 | Karol Nawrocki   | 6 sierpnia 2025 | Donald Tusk  | 13 grudnia 2023      |
| Słowacja | Słowacja | Bratysława | 49 035             | 5 421 349  | 25 935                      | 160,9                  | Peter Pellegrini | 15 czerwca 2024 | Robert Fico  | 25 października 2023 |
| Węgry    | Węgry    | Budapeszt  | 93 030             | 9 849 000  | 16 282                      | 258,4                  | Tamás Sulyok     | 5 marca 2024    | Viktor Orbán | 29 maja 2010         |
|          | Razem    | –          | 532 819            | 64 292 581 | 100 567                     | 1822,3                 | –                | –               | –            | –                    |

## Przewodnictwo w Grupie Wyszehradzkiej
Dany kraj obejmuje rotacyjne przewodnictwo w Grupie Wyszehradzkiej od 1 lipca do 30 czerwca następnego.
Kraje obejmujące rotacyjne przewodnictwo:
| - 1991/1992 – Czechosłowacja - 1992/1993 – Polska - 1993/1994 – Węgry - 1994/1995 – Słowacja - 1995/1996 – Czechy - 1996/1997 – Polska - 1997/1998 – Węgry - 1998/1999 – Słowacja - 1999/2000 – Czechy - 2000/2001 – Polska - 2001/2002 – Węgry | - 2002/2003 – Słowacja - 2003/2004 – Czechy - 2004/2005 – Polska - 2005/2006 – Węgry - 2006/2007 – Słowacja - 2007/2008 – Czechy - 2008/2009 – Polska - 2009/2010 – Węgry - 2010/2011 – Słowacja - 2011/2012 – Czechy - 2012/2013 – Polska | - 2013/2014 – Węgry - 2014/2015 – Słowacja - 2015/2016 – Czechy - 2016/2017 – Polska - 2017/2018 – Węgry - 2018/2019 – Słowacja - 2019/2020 – Czechy - 2020/2021 – Polska - 2021/2022 – Węgry - 2022/2023 – Słowacja - 2023/2024 – Czechy | - 2024/2025 – Polska - 2025/2026 - Węgry |